# Bradford A. Smith
Bradford (Brad) A. Smith (Cambridge, 22 de setembro de 1931 – Santa Fé, 3 de julho de 2018) foi um astrônomo americano e um associado da União Astronômica Internacional. 

## Carreira
Ele foi contratado pela Voyager programa, e descobriu que a lua Bianca (que órbitas de Urano) em 23 de janeiro de 1986.

## Morte
Ele morreu em Santa Fé, em 3 de julho de 2018, de complicações da miastenia grave.